# Пейо Яворов
Пейо Яворов (болг. Пейо Яворов; 1 січня 1878, Чирпан — 29 жовтня 1914, Софія) — болгарський поет-символіст і революціонер.

## Життєпис
Походив з родини дрібного торговця. Народився 1 січня 1878 року у місті Чирпан. З 1891 до 1893 року навчався у гімназії Пловдива. У 1892—1898 роках був близький до соціалістичного руху. З 1897 до 1900 року працював телеграфістом у Чипрані, Старій Загорі, Слівені, Стралджі, Анхіало, Софії. У 1897 році вступив у контакт з Внутрішньою македоно-адріанопольською революційною організацією.
З 1901 до 1902 року редагував газету «Справа». Після придушення селянських повстань 1901 року та Ільінденського повстання 1903 року, в підготовці якого він брав участь, Яворов зневірився в громадських ідеалах. У 1902 році обраний делегатом 10-го Македонського конгресу. У 1903—1904 роках брав участь у русі приєднання Македонії до Болгарії. У 1904 році став членом редколегії журналу «Думка».
Протягом 1905 року перебував у Франції (Нансі, Парижі), Швейцарії (Женеві), Австро-Угорщині (Відні). 1912 року брав участь як волонтер у Першій Балканській війні. Він був нагороджений Хрестом «За хоробрість». Після закінчення війни став мером міста Неврокоп, а згодом одружився з донькою Петко Каравелова. Загибель у 1913 році дружини призвела до депресії. Зрештою у 1914 році Яворов прийняв отруту, а потім застрелився.

## Творчість
Популярність принесли вірші «На ниві», «Град». У його поезії з початку 1900-х років звучать мотиви песимізму, самотності.
У дусі символізму створено збірку «Безсоння» (1907). Проте його творчість багато в чому зберігала гуманістичне спрямування. Твори позначені високою трагедійною лірикою, скорботою за нездійсненими ідеалами, важким почуттям безвиході, душевним болем людини — «Ніч», «В годину синьої імли», «Знемога душі».
Він також автор художньої біографії керівника національно-визвольного руху в Македонії Г. Делчева. До того ж написав спогади про свою участь у цьому русі — «Гайдуцькі мрії» (1908).
Широтою соціальної проблематики вирізняються його п'єси «Біля підніжжя Вітоші» (1911) і «Як завмирає відлуння після грому» (1912).